# Chase Budinger
Andrew Chase Budinger est un sportif américain né le 22 mai 1988 à Encinitas en Californie. Tout d'abord basketteur, il joue au poste d'ailier. Il se reconvertit ensuite dans le beach-volley et participe notamment aux Jeux olympiques d'été de 2024.

## Biographie
Budinger choisit de signer avec l'université de l'Arizona mais il reçut des offres y compris de l'université de Californie du Sud et l'UCLA. À la fin de sa première saison, il présente une moyenne de 15,6 points. Ce joueur aime aussi jouer au volley-ball durant l'intersaison pour rester en forme.
Après sa saison 2008-2009, il se présente à la draft et est sélectionné en 44e position par les Pistons de Détroit puis transféré chez les Rockets de Houston.
Il a participé au Slam Dunk Contest lors du NBA All-Star Week-End 2012, échouant en finale contre le vainqueur du concours Jeremy Evans. Chase y a réalisé un dunk spectaculaire en sautant par-dessus le rappeur américain Puff Daddy.
Dès l'ouverture du marché des transferts, Budinger est transféré chez les Timberwolves en échange du dix-huitième tour de la draft 2012 de la NBA et des droits sur Lior Eliyahu.
Le 11 juillet 2015, il est transféré aux Pacers de l'Indiana contre Damjan Rudež.
Budinger participe à la pré-saison NBA 2016-2017 avec les Nets de Brooklyn mais n'est pas conservé. Fin octobre 2016, il signe jusqu'à la fin de la saison 2016-2017 avec le Saski Baskonia, club espagnol qui participe à l'Euroligue.
Budinger a pris sa retraite du basket-ball en 2017 et a entamé une carrière professionnelle de beach-volley l'année suivante.

## Statistiques

### Universitaires
| Saison    | Équipe  | Matchs | Titul. | Min./m | % Tir | % 3pts | % LF | Rbds/m. | Pass/m. | Int/m. | Ctr/m. | Pts/m. |
| --------- | ------- | ------ | ------ | ------ | ----- | ------ | ---- | ------- | ------- | ------ | ------ | ------ |
| 2006-2007 | Arizona | 31     | 31     | 33,0   | 48,5  | 36,8   | 84,5 | 5,77    | 2,00    | 1,10   | 0,42   | 15,61  |
| 2007-2008 | Arizona | 34     | 34     | 35,3   | 44,5  | 37,8   | 71,8 | 5,38    | 2,91    | 1,12   | 0,18   | 17,15  |
| 2008-2009 | Arizona | 35     | 35     | 37,6   | 48,0  | 39,9   | 80,1 | 6,20    | 3,37    | 1,43   | 0,46   | 18,00  |
| Total     |         | 100    | 100    | 35,4   | 46,9  | 38,2   | 78,2 | 5,79    | 2,79    | 1,22   | 0,35   | 16,97  |

### Professionnelles
Légende : gras = ses meilleures performances
| Saison   | Équipe    | Matchs | Titul. | Min./m | % Tir | % 3pts | % LF | Rbds/m. | Pass/m. | Int/m. | Ctr/m. | Pts/m. |
| -------- | --------- | ------ | ------ | ------ | ----- | ------ | ---- | ------- | ------- | ------ | ------ | ------ |
| 2009-10  | Houston   | 74     | 4      | 20,1   | 44,1  | 36,9   | 77,0 | 2,97    | 1,19    | 0,46   | 0,15   | 8,88   |
| 2010-11  | Houston   | 78     | 22     | 22,3   | 42,5  | 32,5   | 85,5 | 3,60    | 1,63    | 0,53   | 0,23   | 9,81   |
| 2011-12* | Houston   | 58     | 9      | 22,4   | 44,2  | 40,2   | 77,1 | 3,74    | 1,28    | 0,50   | 0,12   | 9,62   |
| 2012-13  | Minnesota | 23     | 1      | 22,1   | 41,4  | 32,1   | 76,2 | 3,09    | 1,09    | 0,61   | 0,30   | 9,39   |
| 2013-14  | Minnesota | 41     | 8      | 18,3   | 39,4  | 35,0   | 82,1 | 2,51    | 0,76    | 0,46   | 0,05   | 6,68   |
| 2014-15  | Minnesota | 67     | 4      | 19,2   | 43,3  | 36,4   | 82,7 | 2,96    | 0,96    | 0,66   | 0,15   | 6,82   |
| 2015-16  | Indiana   | 41     | 2      | 15,5   | 40,7  | 29,5   | 70,5 | 2,46    | 1,05    | 0,56   | 0,17   | 4,51   |
| Total    |           | 382    | 50     | 20,2   | 42,8  | 35,5   | 80,0 | 3,12    | 1,18    | 0,53   | 0,16   | 8,15   |

Note: * Cette saison a été réduite de 82 à 66 matchs en raison du Lock out.

Dernière mise à jour le 12 février 2016.

## Records personnels sur une rencontre de NBA
Les records personnels de Chase Budinger, officiellement recensés par la NBA sont les suivants :
| Type de statistique        | Saison régulière | Saison régulière                                    | Saison régulière                |
| Type de statistique        | Record           | Adversaire                                          | Date                            |
| -------------------------- | ---------------- | --------------------------------------------------- | ------------------------------- |
| Points                     | 35               | @ Timberwolves du Minnesota                         | 13 avril 2011                   |
| Paniers marqués            | 12               | @ Timberwolves du Minnesota                         | 13 avril 2011                   |
| Paniers tentés             | 21               | @ Timberwolves du Minnesota                         | 13 avril 2011                   |
| Paniers à 3 points réussis | 6                | @ Celtics de Boston                                 | 2 avril 2010                    |
| Paniers à 3 points tentés  | 11               | @ Hornets de La Nouvelle-Orléans                    | 19 avril 2012                   |
| Lancers francs réussis     | 9                | Pacers de l'Indiana Pelicans de La Nouvelle-Orléans | 9 novembre 2012 13 avril 2015   |
| Lancers francs tentés      | 10               | Pacers de l'Indiana Pelicans de La Nouvelle-Orléans | 9 novembre 2012 13 avril 2015   |
| Rebonds offensifs          | 5                | Wizards de Washington                               | 27 janvier 2012                 |
| Rebonds défensifs          | 12               | Pistons de Détroit                                  | 15 décembre 2009                |
| Rebonds totaux             | 12               | Pistons de Détroit @ Heat de Miami                  | 15 décembre 2010 9 février 2010 |
| Passes décisives           | 6                | Magic d'Orlando                                     | 24 février 2010                 |
| Interceptions              | 5                | @ Trail Blazers de Portland                         | 8 avril 2015                    |
| Contres                    | 2                | 7 fois                                              |                                 |
| Balles perdues             | 6                | Bobcats de Charlotte                                | 14 mars 2012                    |
| Minutes jouées             | 45               | @ Celtics de Boston                                 | 2 avril 2010                    |

- Double-double : 3 (au 13/02/2016)
- Triple-double : aucun.